# Hednota
Hednota är ett släkte av fjärilar. Hednota ingår i familjen Crambidae.

## Bildgalleri

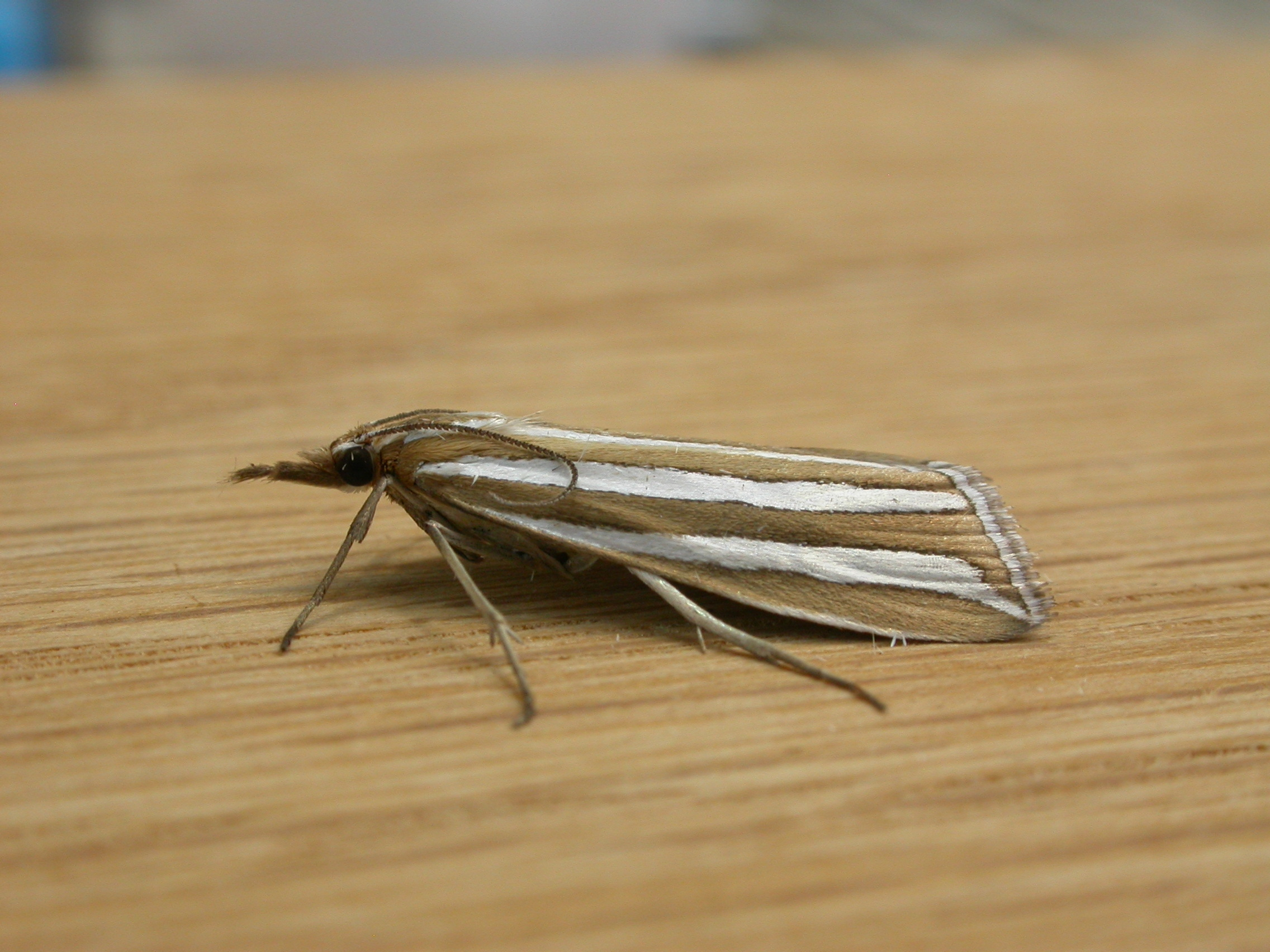
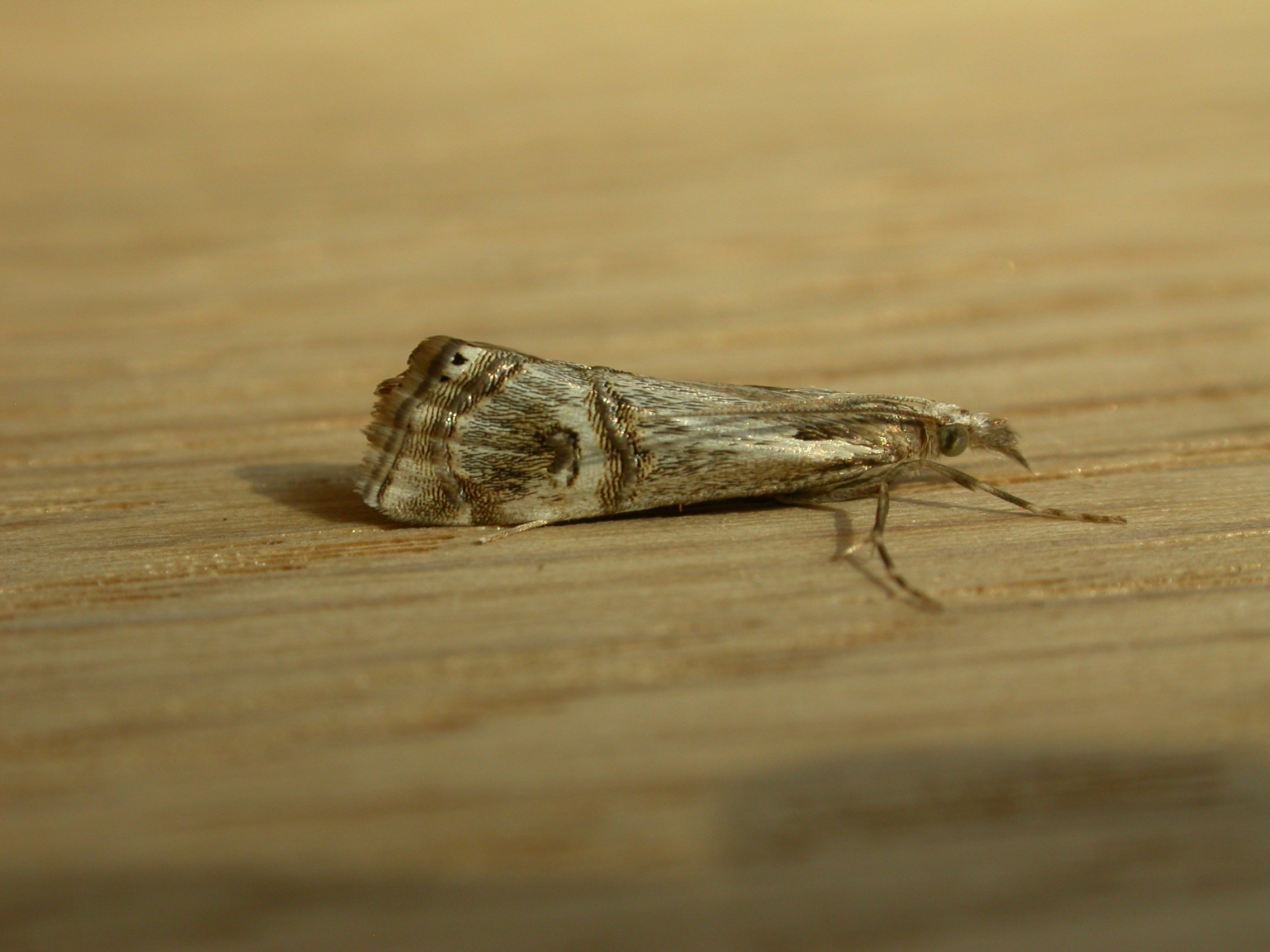
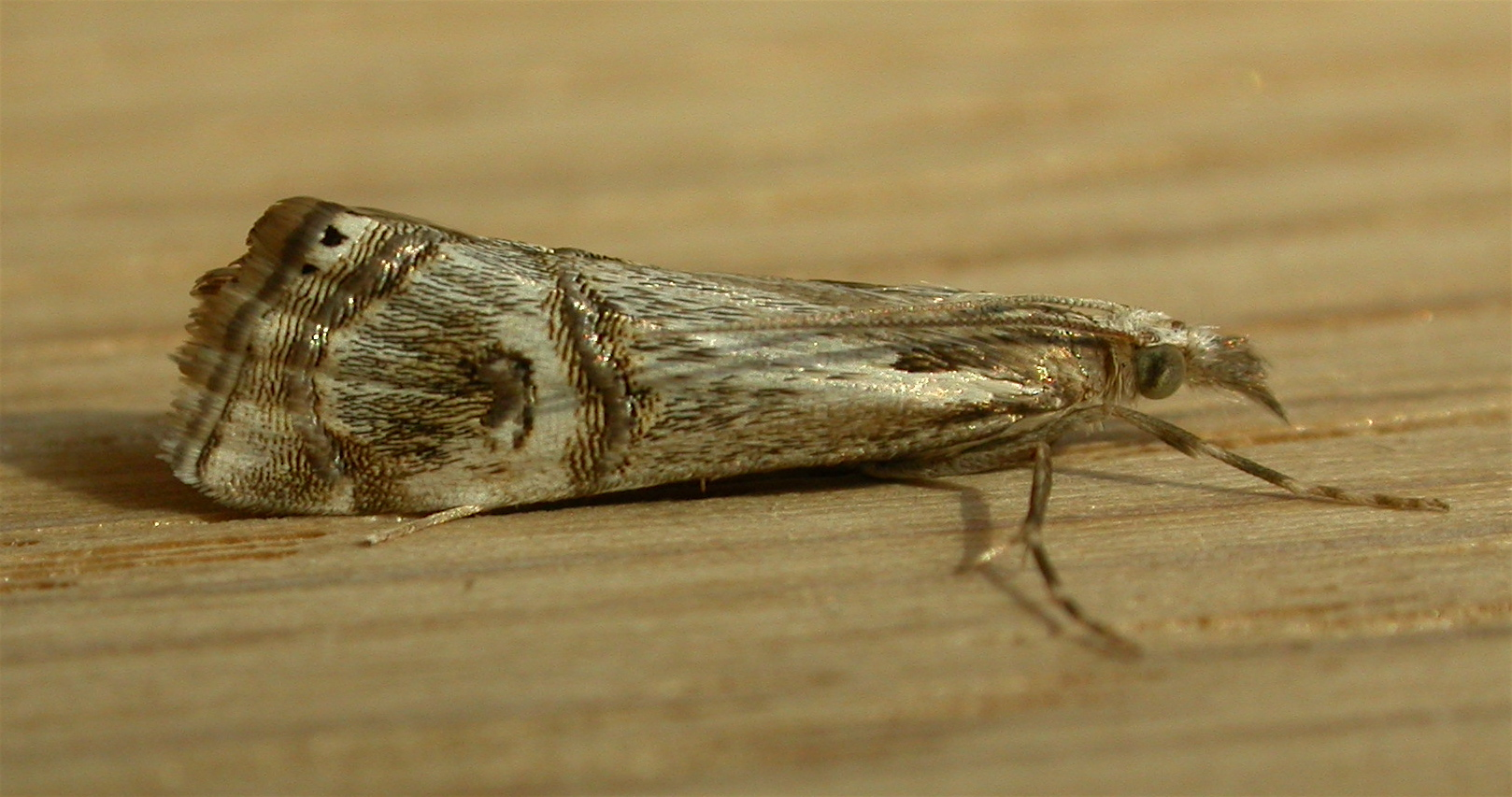
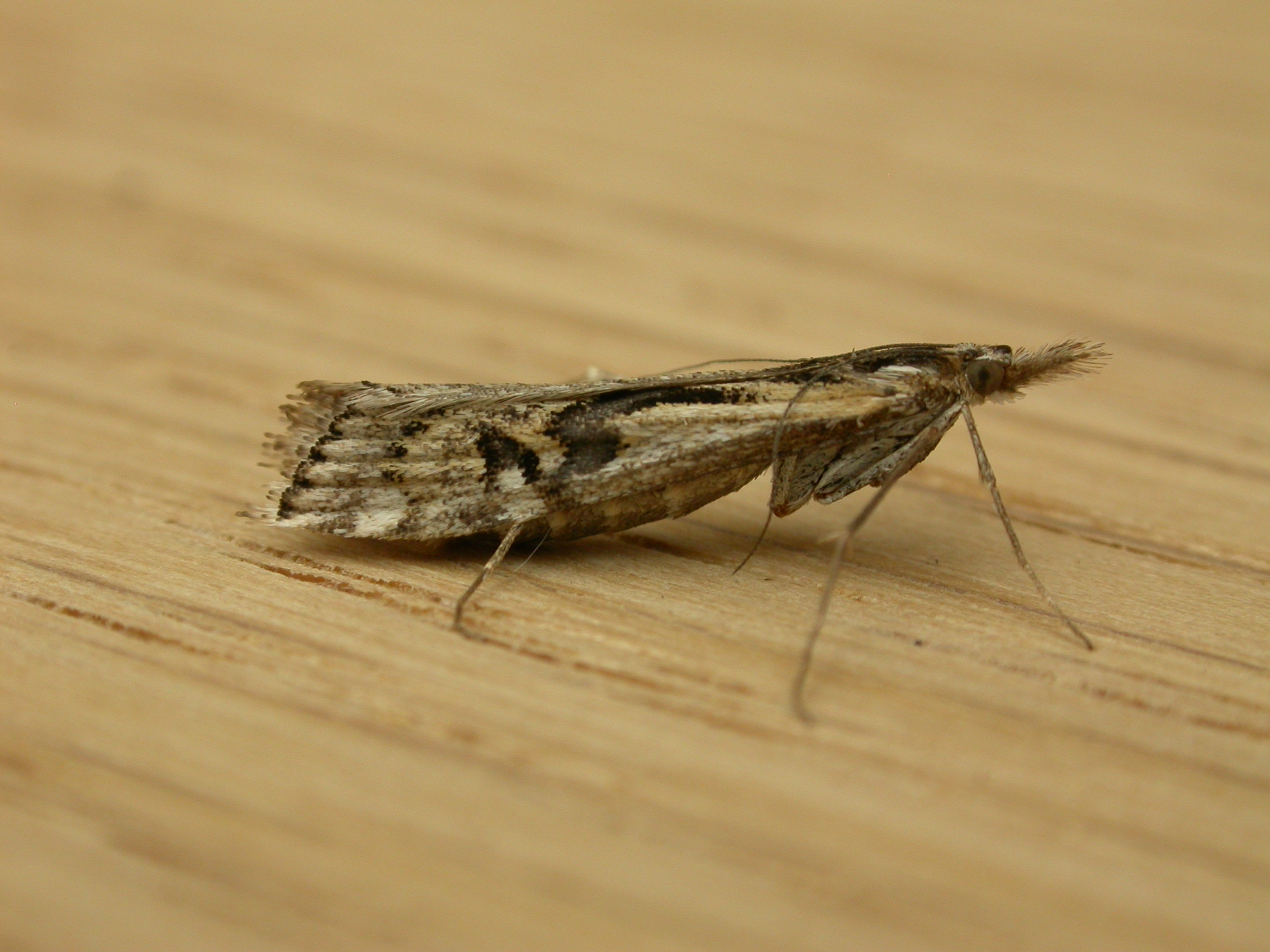
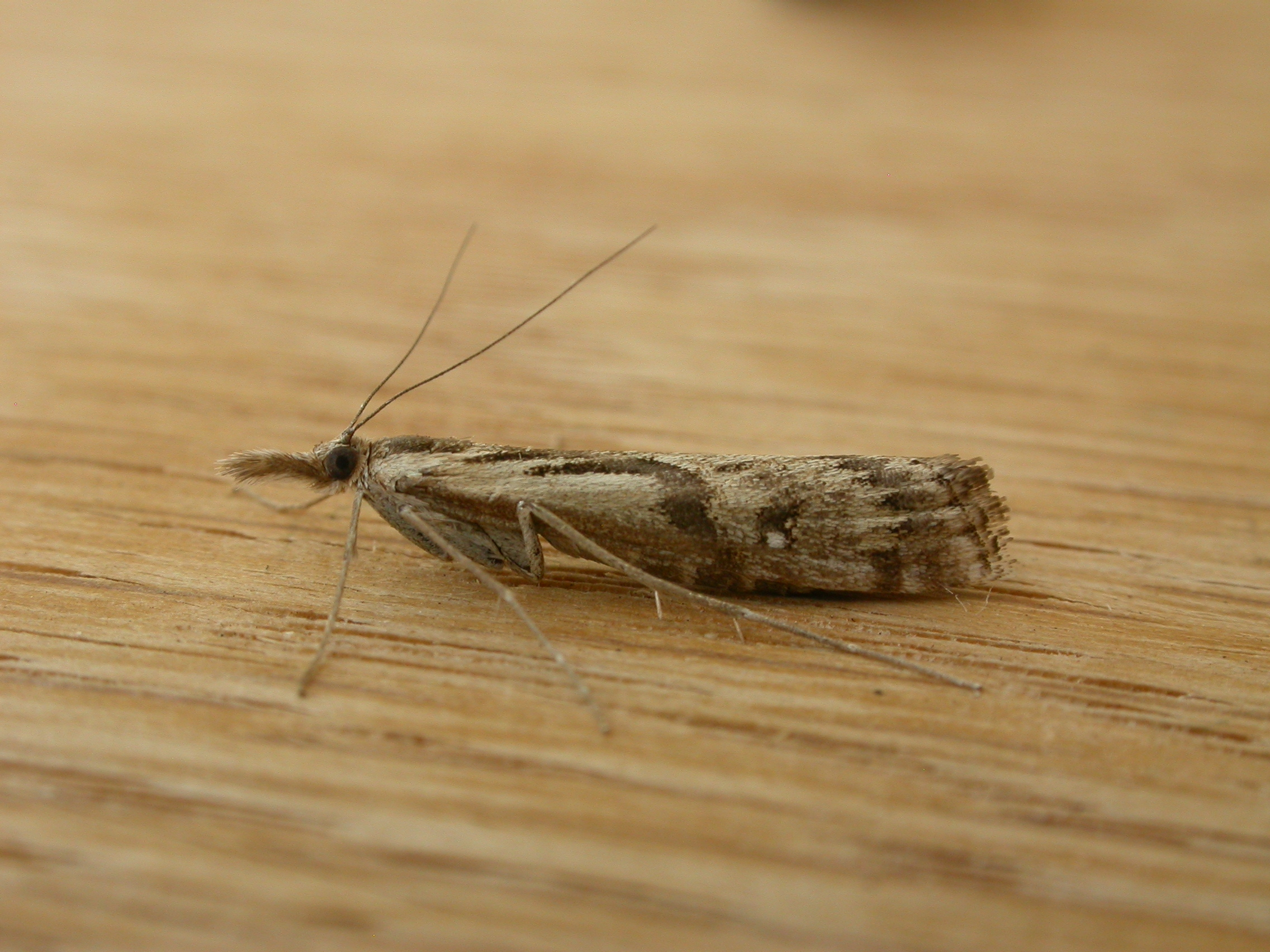
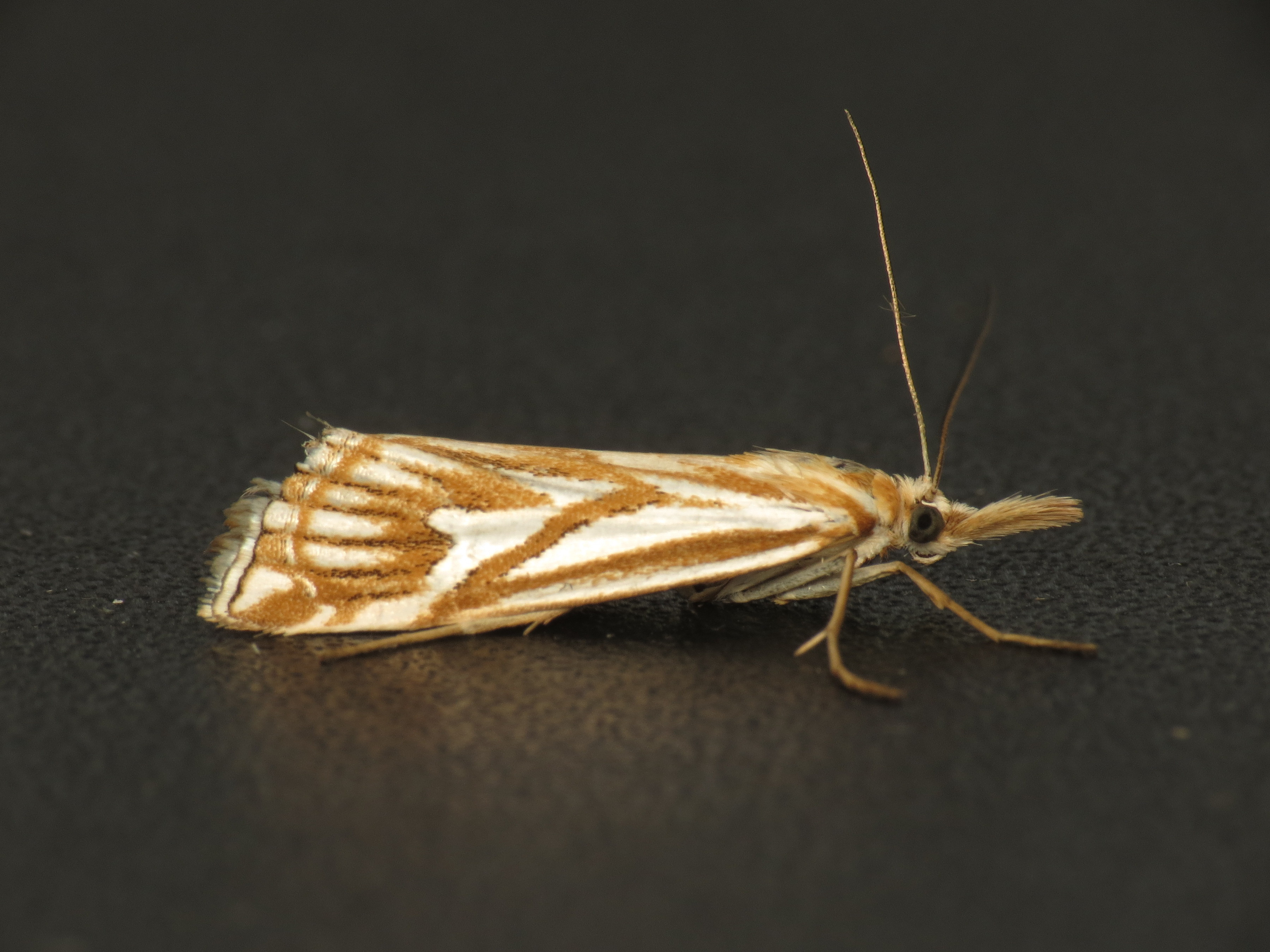

## Dottertaxa tillHednota, i alfabetisk ordning[1]
- Hednota acontophora
- Hednota ancylosticha
- Hednota argyroeles
- Hednota argyroneurus
- Hednota asterias
- Hednota atacta
- Hednota aurantiacus
- Hednota aurosus
- Hednota bathrotricha
- Hednota bifractellus
- Hednota bilunalis
- Hednota bivittella
- Hednota cotylophora
- Hednota crypsichroa
- Hednota cyclosema
- Hednota demissalis
- Hednota diacentra
- Hednota diargyra
- Hednota dichospila
- Hednota discilunalis
- Hednota empheres
- Hednota enchias
- Hednota enneagrammos
- Hednota eremenopa
- Hednota eucraspeda
- Hednota grammellus
- Hednota hagnodes
- Hednota haplotypa
- Hednota hoplitellus
- Hednota icelomorpha
- Hednota impletellus
- Hednota invalidellus
- Hednota koojanensis
- Hednota longipalpella
- Hednota macrogona
- Hednota macroura
- Hednota megalarcha
- Hednota mesochra
- Hednota milvellus
- Hednota ocypetes
- Hednota odontoides
- Hednota opulentellus
- Hednota orthotypa
- Hednota panselenella
- Hednota panteucha
- Hednota pedionoma
- Hednota peripeuces
- Hednota perlatalis
- Hednota pleniferellus
- Hednota polyargyra
- Hednota radialis
- Hednota recurvellus
- Hednota relatalis
- Hednota stenipteralis
- Hednota subfumalis
- Hednota tenuilineata
- Hednota thologramma
- Hednota toxotis
- Hednota trissomochla
- Hednota trivittatus
- Hednota urithrepta
- Hednota vetustellus
- Hednota vittella
- Hednota xiphosema
- Hednota xylophaea